# The Man Who Loved Cat Dancing
The Man Who Loved Cat Dancing é um filme de faroeste estadunidense de 1973 dirigido por Richard C. Sarafian. O roteiro foi co-escrito por Eleanor Perry e William W. Norton, e foi baseado no romance do mesmo nome de autoria de Marilyn Durham.

## Elenco
| Ator            | Personagem        |
| --------------- | ----------------- |
| Burt Reynolds   | Jay Grobart       |
| Sarah Miles     | Catherine Crocker |
| Lee J. Cobb     | Harvey Lapchance  |
| Jack Warden     | Dawes             |
| George Hamilton | Willard Crocker   |
| Bo Hopkins      | Billy Bowen       |
| Robert Donner   | Dub               |
| Jay Silverheels | Chefe             |
| James Hampton   | Jimmy             |
| Jay Varela      | Charlie Bent      |

## Sinopse
Jay Grobart (Burt Reynolds) é um ex-capitão da Guerra Civil que fora casado com uma índia Shoshone chamada de Cat Dancing ("Gato Dançando"). Após surpreendê-la nos braços de outro, Grobart mata o homem e vai para prisão. Quando sai, ele se reúne a seus antigos companheiros Dawes e Billy, além do mestiço Charlie Bent, para juntos roubarem um trem. Na fuga, eles encontram a bonita Catherine que cavalgava sozinha após fugir do marido Crocker e esperava para pegar o trem. Ela não quis deixar que roubassem seu cavalo então Grobart resolve levá-la com ele. Enquanto isso, Lapchance, um veterano detetive da ferrovia, organiza um grupo para perseguir os bandidos e acaba sendo acompanhado por Crocker, que se revela um arrogante milionário. Durante a jornada, Grobart acaba se desentendendo com seus companheiros ao tentar proteger Catherine de ser estuprada por eles e mais tarde o casal parte para a aldeia dos shoshones, onde o homem deixara seus filhos pequenos antes de ir para prisão.

## Produção
Foram feitas locações no Parque Nacional de Bryce Canyon, Utah; Gila Bend, Arizona; Kanab, Utah; e Old Tucson, Arizona.
Durante as filmagens, o assistente particular de Sarah Miles, David A. Whiting, foi encontrado morto sob misteriosas circunstâncias, em seu quarto no hotel. A morte foi relatada como suicídio; contudo, houve rumores de que isso não fosse verdadeiro. Mais tarde, foi revelado que Miles e Whiting tinham tido um breve relacionamento amoroso, e isso, juntamente com a publicidade resultante, contribuíram para o término do casamento da atriz com Robert Bolt.
A roteirista original Eleanor Perry declarou mais tarde que muito do seu trabalho fora reescrito.

## Recepção
Roger Greenspun do The New York Times não se impressionou com o filme:
| “ | Tanto a poesia do filme quanto a violência são entorpecidas. The Man Who Loved Cat Dancing é, na verdade, um tipo de festival de incompetência. Cada tiro soa muito longo ou curto demais, e de alguma forma não está no centro. Cada atuação é insegura, como algo visto ainda nos primeiros ensaios. A representação dos índios é falsa, incluindo a do bom e velho Jay Silverheels, que é verdadeiro. O roteiro, baseado no romance de Marilyn Durham, de Eleanor Perry (David and Lisa e Diary of a Mad Housewife) poderia ser muito, muito melhor | ” |

Em contraste, Charles Champlin do Los Angeles Times gostou do filme. Em sua resenha para o site de John Williams, ele registrou as dificuldade da produção para a realização.Assim conclui a análise: "Apesar das dificuldades enfrentadas pelos atores e cineastas, The Man Who Loved Cat Dancing possui uma bonita fotografia widescreen, um interessante viés feminista sob fórmulas tradicionais do faroeste — com uma forte e determinada presença de Catherine Crocker na tela — e apoio consistente dos demais membros do elenco; em particular, o filme prova de uma vez por todas que Burt Reynolds é capaz de lidar tanto com um papel estritamente dramático como com uma comédia desprenteciosa".
"Nada há o que se falar de Cat Dancing exceto que me causou dor", disse Reynolds mais tarde. "Assim, eu não quero falar sobre isso "